# Sell-out
Sell-out, selling out ou tornar-se comercial é uma gíria comum na língua inglesa. Tem tanto significado no mundo artístico como em finanças.
Em português no mundo artístico, especialmente no meio musical, refere-se ao fato de alguém comprometer sua integridade em troca de dinheiro ou outro ganho pessoal. Geralmente, associa-se esse rótulo a tentativas de conseguir apelo popular ou aceitação na sociedade homogeneizada. Uma pessoa que faz isso é chamada de sell-out.
A gíria é geralmente ouvida no meio musical, quando é usada para dizer que um artista comprometeu sua integridade ou ideologia artística para poder ganhar espaço no rádio ou para obter um contrato para gravar álbuns em um selo (gravadora) de grande porte. Um exemplo clássico é o que aconteceu com a banda Chumbawumba, que assinou um contrato com a EMI após passar anos criticando enfaticamente esta organização. Frequentemente os desejos da gravadora forçam o estilo de um produtor musical nas canções do artista, ou insistem na inclusão de músicas criadas por compositores comerciais. Ou ainda o selo pode se recusar a lançar um álbum que considere "não-comercial", apesar dele indicar que o artista manteve seus padrões e valores.
A acusação de "se tornar comercial" é geralmente feita contra bandas punk que assinam com selos maiores (como Chumbawumba, Green Day, The Offspring), uma vez que o punk tem uma tradição de independência e de "faça você mesmo". Paralelamente, é costumeiramente ouvido nas comunidades de rock indie, grunge e de metal, que assim como o punk tem a tradição de rejeitar a popularidade e/ou consumerismo. O Metallica é talvez o mais famoso caso de suposto sell-out. Por outro lado, o Metallica trouxe o metal à luz da audiência em massa. Do mesmo modo, Bob Dylan horrorizou os puristas da folk music por, na visão deles, vender suas músicas favoritas para o rock. Todavia, Bob Dylan mudou a direção de sua música repetidamente, em toda a sua carreira. Outro caso famoso foi a da banda Nirvana, antes fiel à ética punk, sem querer se tornaram pop ao assinarem com uma grande gravadora para lançar o álbum Nevermind, peso este que não foi uma das principais intenções do vocalista Kurt Cobain.
É relevante notar que muitas pessoas não vêem nada de errado em adaptar um produto aos gostos de sua audiência, ou em pôr na balança as vantagens práticas e financeiras quando da criação artística. E, no que tange a shows teatrais, musicais, etc., um show sell-out é simplesmente um show tão bem-sucedido que todos os ingressos são vendidos.
Várias músicas foram escritas sobre sell-out, como, por exemplo:
- "Hooker with a Penis", do Tool
- "Sell Out", da banda Reel Big Fish
- "Johnny Quest Thinks We're Sellouts", por Less Than Jake
- "Never Sell Out" por The Exploited
- "Enter Sandman" por Metallica
- "Hapiness in Slavery", do Nine Inch Nails
- "I'm Not Allowed to Like A.C. Anymore Since They Signed to Earache", dos Anal Cunt
- "Superhero Sellouts", dos The International Superheroes of Hardcore
- Além das referências no clipe de "The Take Over, The Breaks Over" do Fall Out Boy, onde fãs ostentam cartazes escritos "Sell Out Boys"
- The Who Sell Out é o nome de um álbum da banda The Who, com anúncios burlescos na capa. O álbum fingia ser uma estação de rádio que não toca nada a não ser músicas do The Who, incluindo sátiras de comerciais e de promoções.

## Sell-outem finanças
Processo de venda pelo canal indireto (distribuidor e revendedor) para o cliente final. Quando o cliente final adquire o produto para utilização/consumo através de um canal indireto, temos o processo de sell-out. Hoje os fabricantes gerenciam suas operações de canais indiretos através de reports de sell-out e de sell-in. A gestão exclusiva do sell-in gera distorções na análise, uma vez que o distribuidor tenha adquiridos os produtos para oferta aos revendedores atendidos o problema não pode ser considerado solucionado até que este fature os produtos para os revendedores atenderem pedidos dos clientes finais. Quando o revendedor adquire produtos do distribuidor com o objetivo de estoque para posterior venda, temos o processo de sell-out do distribuidor para o revendedor e de sell-in do revendedor. Até que ele fature os produtos de seu estoque para os clientes finais, o processo de sell-out não ocorrerá no revendedor.